# ميشيل فرانسوا
ميشيل فرانسوا هو فنان تنصيبي ومصور ورسام وفنان بلجيكي، ولد في 1956 في سانت تروند ‏ في بلجيكا.